# Ilex dugesii
Ilex dugesii là một loài thực vật có hoa trong họ Aquifoliaceae. Loài này được Fernald mô tả khoa học đầu tiên năm 1895.